# Нацистский геноцид
Нацистский геноцид или Холокост в широком смысле — преследование и массовое уничтожение нацистами представителей различных этнических и социальных групп (евреев, цыган, гомосексуальных мужчин, масонов, безнадёжно больных и инвалидов, поляков, советских военнопленных и др.) в период нацистской диктатуры в Германии (см. Нацистская расовая политика и Фашистский государственный террор).
В современной научной литературе термин «Холокост» используется прежде всего в узком смысле — по отношению к уничтожению еврейского населения.
С приходом национал-социалистов к власти в Германии началось систематическое преследование политических противников нацистского режима и евреев. СА и СС сразу же приступили к созданию концентрационных лагерей. В 1935 году были приняты Нюрнбергские расовые законы.
8 ноября 1938 года по всей Германии произошли организованные властями массовые еврейские погромы — Хрустальная ночь. В начале Второй мировой войны на территории оккупированной Польши были созданы первые еврейские гетто. В ходе нападения Германии на СССР началось массовое уничтожение евреев. С весны 1942 года действовали лагеря смерти, предназначенные для массового уничтожения людей в газовых камерах. До конца войны в результате нацистского геноцида погибли около 6 млн евреев и миллионы других жертв.

## Евреи

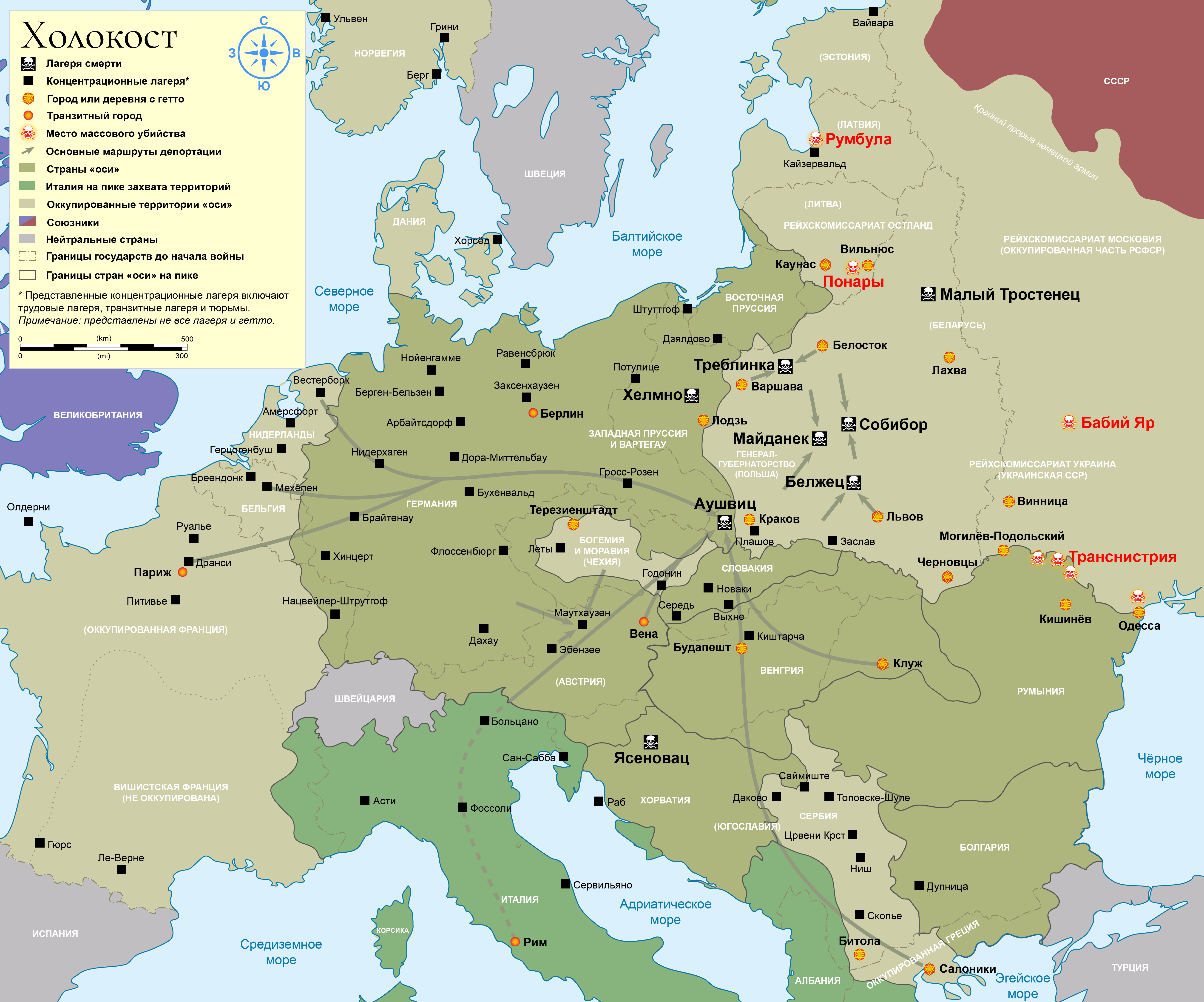
Холокост в Европе

С 1933 по 1945 год нацистский режим лишил гражданства, осуществил преследование, изгнание, принудительную концентрацию и в конечном итоге физическое уничтожение большей части еврейского населения Европы. Они считались врагами нацистского государства  и стали главными жертвами режима, преследуемыми за свою этническую принадлежность. В осуществлении Холокоста отмечаются идеологический фанатизм и бюрократическая дотошность.
Преднамеренная политика Холокоста остаётся опустошительным переломом в еврейской истории и в современном опыте преступлений против человечества и массового насилия.

### Жертвы
По критериям Международного института по изучению истории Холокоста при мемориале Яд ва-Шем, жертвами Холокоста считаются евреи, погибшие от рук нацистов и их пособников на оккупированных территориях во время Второй мировой войны (в акциях уничтожения во время депортации в лагеря и гетто, в гетто или лагерях, в убежищах, погибшие во время вооруженного сопротивления в гетто, лагерях и в партизанском движении), а также евреи, погибшие по дороге в эвакуацию — обстрелы, бомбежки и т. п. и неевреи, добровольно разделившие судьбу своих еврейских мужей и жен и погибшие с ними в перечисленных выше ситуациях. Евреи-фронтовики, служившие в армиях союзников, не относятся к категории жертв Холокоста. Однако десятки тысяч из них попали в плен и были убиты в нацистских лагерях как евреи. Поэтому они считаются жертвами Холокоста. Кроме того, к жертвам Холокоста относятся евреи из Венгрии, Словакии, Румынии и Болгарии, принудительно призванные в так называемые «трудовые батальоны», а также евреи, умершие до конца октября 1945 года вследствие перенесенных лишений.

### Статистика

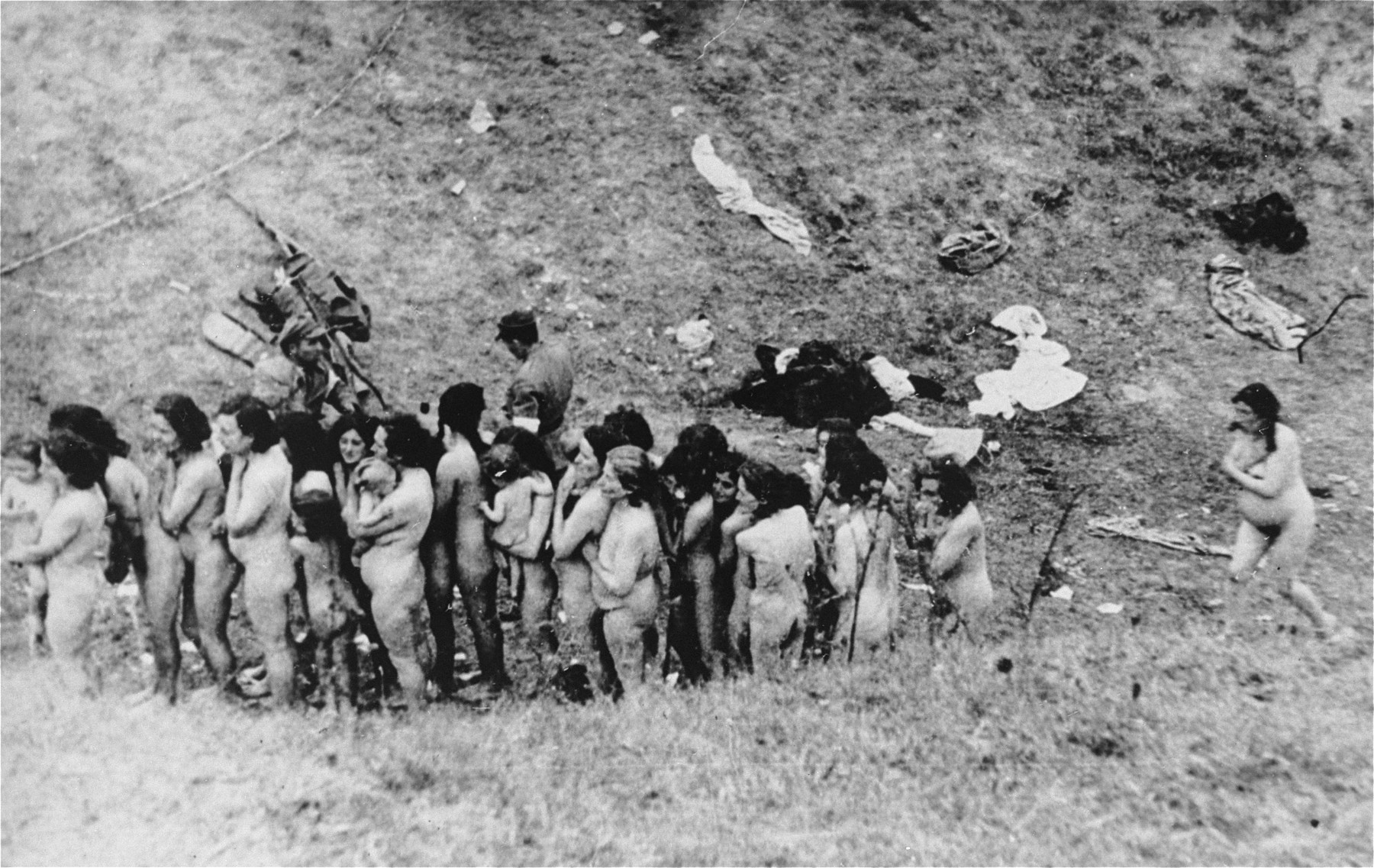
Еврейские женщины из гетто в Мизоче (Украина), некоторые из которых держат на руках детей, ждут очереди на свою казнь, осуществляемую сотрудниками немецких Полиции безопасности (Зипо) и Службы безопасности (СД) при поддержке Украинской вспомогательной полиции.

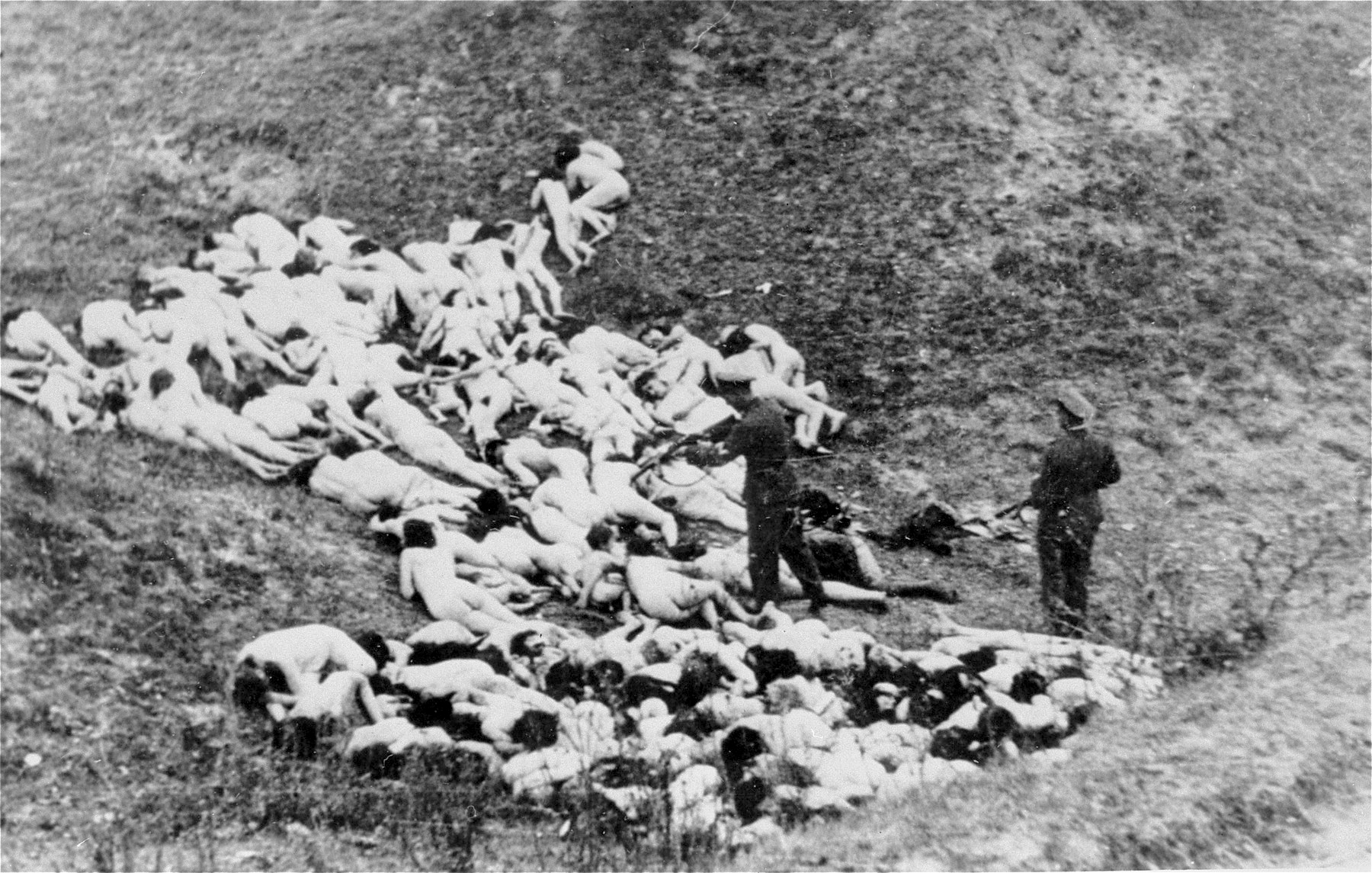
Немецкий полицейский добивает выживших еврейских женщин и детей после массовой казни. 14 октября 1942

По ранним послевоенным оценкам, для использования рабского труда, изоляции, наказания и уничтожения евреев и других групп населения, считавшихся «неполноценными», нацисты создали около 7 тысяч лагерей и гетто. В 2000-х годах исследователи Мемориального музея Холокоста в Вашингтоне оценили их количество уже в 20 тысяч. По более поздним данным того же музея, на территории Европы существовало более 42 500 подобных учреждений.
Традиционно жертвами Холокоста считаются 6 млн евреев Европы. Это число закреплено в приговорах Нюрнбергского трибунала. Тем не менее полного поимённого списка жертв не существует. К концу войны нацисты уничтожали даже следы от лагерей смерти; сохранились свидетельства о вывозе либо уничтожении уже захороненных останков людей перед приходом советских войск. В Мемориальном комплексе истории Холокоста Яд ва-Шем в Иерусалиме хранятся персональные документы около 4,9 млн жертв, установленных поимённо. Неполнота данных объясняется тем, что зачастую еврейские общины уничтожались целиком, и не осталось родных, близких, друзей, которые могли бы сообщить имена погибших. Война разбросала людей, а выжившие отказывались сообщать о своих родных как об умерших, надеясь на встречу с ними. Огромное количество людей было уничтожено на оккупированной территории СССР, куда доступ зарубежным исследователям был закрыт и где говорили о погибших просто как о «советских гражданах», замалчивая их происхождение.
Основной источник статистических данных о Холокосте — сравнение предвоенных переписей населения с послевоенными переписями и оценками. По оценкам «Энциклопедии Холокоста», изданной Мемориальным комплексом Яд-Вашем, погибли до 3 млн польских евреев, 1,2 млн советских евреев (энциклопедия приводит раздельную статистику по СССР и странам Прибалтики), из них 140 тысяч евреев Литвы и 70 тысяч евреев Латвии; 560 тысяч евреев Венгрии, 280 тысяч — Румынии, 140 тысяч — Германии, 100 тысяч — Голландии, 80 тысяч евреев Франции, 80 тысяч — Чехии, 70 тысяч — Словакии, 65 тысяч — Греции, 60 тысяч — Югославии. В Белоруссии были убиты более 800 тысяч евреев. На Украине, по данным исследователей, погибло больше всего евреев бывшего СССР — примерно 1,5 млн человек. Попытка установить точное число жертв «окончательного решения» сопряжена с чрезвычайными трудностями как из-за отсутствия проверенных данных о масштабах геноцида на ряде территорий (особенно Восточной Европы), так и по причине различного определения границ государств и понятия гражданства.
Даже при определении числа жертв Освенцима, где вёлся частичный учёт узников, называются разные цифры: 4 млн (Нюрнбергский процесс над главными военными преступниками, 1946); от 2 до 3 млн (по данным лагерных эсэсовцев П. Броада и Ф. Энтресса); 3,8 млн (чехословацкие учёные О. Краус и Э. Кулька); 1 млн (Р. Хильберг); 2 млн (Люси Давидович, М. Гилберт); 1,1—1,5 млн (Ф. Пипер, Польша); 1,4—1,5 млн (Г. Уэллерс, США, И. Бауэр, Израиль).
Тем более невозможно установить число жертв массовых казней, охватывавших, наряду с местным еврейским населением, множество жителей-неевреев. Меры секретности в ходе реализации «окончательного решения», недостаток статистических данных (например, о количестве евреев, погибших во время бегства с оккупированных территорий, или евреев-военнопленных, убитых по расовым мотивам), а также многолетнее замалчивание Холокоста в СССР усложняют уточнение его общих масштабов.
Сравнение численности евреев в странах Европы до и после войны, проведённое в 1949 году Всемирным еврейским конгрессом, привело к выводу, что число погибших в Холокосте составляет шесть миллионов человек; это число закреплено в приговорах Нюрнбергского процесса над главными военными преступниками, процесса Эйхмана, и признано большинством участников Международного совещания учёных по вопросам статистики Холокоста (Париж, 1987), где обсуждались цифры от 4,2 млн (по Г. Рейтлингеру) до 6 млн (по М. Маррусу и другим).
Лев Поляков приводит германские данные времён войны, на основании которых, с учётом демографических последствий расовой политики нацистов (падение рождаемости преследуемых евреев и уничтожение детей), он оценивает общие потери еврейского народа примерно в 8 млн. В 1992 году немецкий учёный Р. Руммель опубликовал демографическое исследование, в котором оценил число погибших евреев от 4 млн 204 тысяч до 7 млн, считая наиболее вероятной число 5 млн 563 тысяч. По подсчёту Я. Робинзона, погибло около 5 млн 821 тысяч евреев.
Рауль Хильберг определяет число погибших в 5,1 млн человек («Уничтожение европейского еврейства», 1961). Эти подсчёты не принимают во внимание данных о смертности среди бывших узников лагерей в первое время после освобождения, хотя несомненно, что многие из них погибли вследствие перенесённых мук и болезней, приобретённых в лагерях. Иегуда Бауэр называет цифры 5,6—5,85 млн человек.

### Периодизация
Согласно показаниям Международному трибуналу высокопоставленного сотрудника СС Дитера Вислицени, преследование и уничтожение евреев разделялось на три этапа: «до 1940 года … — решить еврейский вопрос в Германии и занятых ею областях с помощью планового выселения». Вторая фаза началась со времени концентрации всех евреев в Польше и других занятых Германией восточных областях, и причём в форме гетто. Этот период продолжался приблизительно до начала 1942 года. Третьим периодом был период так называемого «окончательного решения еврейского вопроса», то есть планомерного уничтожения еврейского народа. Вислицени утверждал, что под термином «окончательное решение» понималось именно физическое уничтожение евреев, и он видел приказ об этом, подписанный Генрихом Гиммлером.
Краткая еврейская энциклопедия рассматривает Холокост в 4 этапа:
- Январь 1933 — август 1939 года — с назначения Гитлера рейхсканцлером Германии и до нападения на Польшу.
- Сентябрь 1939 — июнь 1941 года — с включения западной Польши в состав рейха и создания Генерал-губернаторства до нападения на СССР.
- Июнь 1941 — осень 1943 года — с нападения на СССР и до полного уничтожения гетто на его территории, убийства большей части евреев Центральной и Восточной Европы.
- Зима 1943 — май 1945 года — с начала массовой депортации евреев Западной Европы в лагеря смерти и до конца войны.

## Славяне

Коллективная фотография военнослужащих вермахта. На школьной доске написано мелом: «Русский должен умереть, чтобы жили мы» (Der Russe muß sterben, damit wir leben). Брянская область, 2 октября 1941

По данным Американского мемориального музея Холокоста, нацисты рассматривали поляков и других славян как представителей «низшей расы», которая должна быть покорена, обращена в рабство и в конечном счёте уничтожена. Ряд историков, в том числе авторы профильной «Энциклопедии геноцида», характеризуют преследование славян нацистами как геноцид. В то же время ряд историков утверждают, что преследование славян нельзя относить к Холокосту, и указывают на гораздо более высокую селективность убийств по сравнению с убийствами евреев, цыган и инвалидов, а также на отсутствие планов уничтожения всех славян. Например, словаков (Первая Словацкая республика) и хорватов (Независимое Государство Хорватия) нацисты считали ценными союзниками. Дополнительную трудность представляет попытка отделить расово мотивированные убийства от убийств, связанных с военными действиями.
Согласно «Энциклопедии геноцида», общее число жертв геноцида славян составило от 19,7 до 23,9 млн человек (среди них жители СССР, поляки, словенцы, сербы и др.). По мнению Рудольфа Руммеля, возможное число жертв геноцида славян составляет около 10,5 млн человек (среди них поляки, украинцы, белорусы, русские, а также советские военнопленные).

### Поляки
Поляки, которых гитлеровцы считали идеологически опасными, в том числе представители интеллигенции и католические священники, стали жертвами операции «Танненберг». По данным Музея Холокоста (США), с 1939 по 1945 год не менее 1,5 млн польских граждан были депортированы в Германию на принудительные работы. Кроме того, несколько сотен тысяч были заключены в нацистские концлагеря. По некоторым оценкам, во время Второй мировой войны гитлеровцы убили не менее 1,9 млн поляков, без учёта погибших польских евреев. По мнению Руммеля, погибли около 2,4 млн поляков.

### Жители СССР

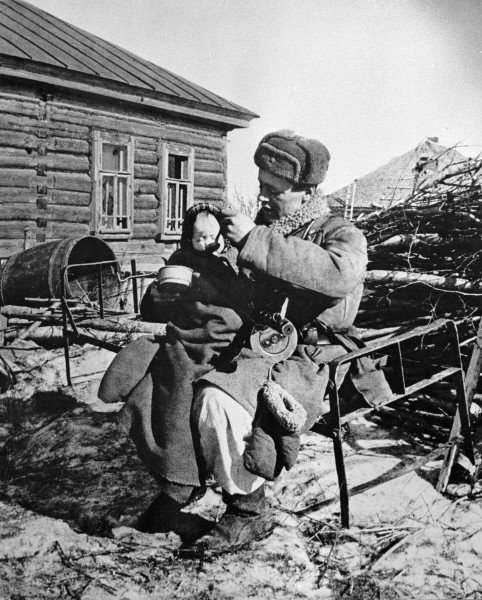
Советский солдат кормит ребёнка, у которого убили мать. 1 октября 1943 года

«Энциклопедия геноцида» оценивает число жертв геноцида славян — граждан СССР в 15,5—19,5 млн человек. Руммель считает, что погибли около 3 млн украинцев, около 1,4 млн белорусов, около 1,6 млн русских (не считая советских военнопленных). Историк Богдан Витвицкий (Bohdan Wytwycky) считает, что более четверти всех жертв нацистской оккупации СССР (в частности, 3 млн украинцев и 1,5 млн белорусов) было уничтожено по расовым мотивам. В то же время Леонид Смиловицкий считает, что «нацисты никогда не убивали белорусов по этническому признаку».

## Цыгане
Среди этнических групп, которые преследовались нацистами в рамках расовых законов, были также цыгане. По мнению национал-социалистов, цыгане представляли собой «расово неполноценную» группу. При нацистском режиме цыгане подвергались произвольным арестам, принудительному труду и массовым убийствам. Десятки тысяч цыган были убиты на оккупированных территориях СССР и Сербии и тысячи — в лагерях смерти и концентрационных лагерях на территории Польши и других стран. По оценкам историков, общее число жертв составляет примерно четверть всех цыган в Европе, то есть около 220 тысяч человек. После войны правительство ФРГ придерживалось мнения, что до 1943 года цыган не преследовали по расовым мотивам и что меры, принимаемые государством того времени, можно считать законными. Расовые преследования цыган были признаны только в конце 1979 года.
Наряду с цыганами преследовались ениши — этнографическая группа, ведущая близкий к цыганскому образ жизни, однако, в отличие от цыган, имеющая чисто германское происхождение.

## Чернокожие жители Германии
Немецкие граждане, родители которых были выходцами из Африки, подвергались насильственной стерилизации, включая детей. Число лиц, подвергнутых этой операции, по разным источникам, составило от 400 до 3 тысяч. Возможно, сотни человек были убиты.

## Люди с психическими расстройствами и инвалиды

Центр умерщвления инвалидов в Хадамаре. 1941

После прихода к власти нацистов в Германии был принят закон о принудительной стерилизации лиц с психическими расстройствами. Согласно этому закону, решение о принудительной стерилизации должно было приниматься специальным судом, состоящим из двух психиатров и одного судьи. С 1934 по 1945 год были принудительно стерилизованы 300—400 тысяч человек (по другим оценкам, от 200 тысяч до полумиллиона), страдающих слабоумием, шизофренией, аффективными нарушениями, эпилепсией, наследственной глухотой и слепотой, болезни Гентингтона, тяжёлыми уродствами и тяжёлым алкоголизмом. Около 3,5 тысяч человек (большинство из них женщины) в результате хирургической операции умерли.
В рамках программы умерщвления лиц, считавшихся «биологически угрожающими здоровью страны» (эта программа получила название «Программа „Т-4“» по адресу главного бюро, располагавшегося в Берлине на Тиргартенштрассе, 4), в период с 1940 по 1941 год были убиты свыше 70 тысяч человек с психическими расстройствами, умственно отсталых больных, инвалидов, а также тысячи детей с неврологическими и соматическими заболеваниями. Убийства продолжались и после официального закрытия программы в 1941 году; в период с 1942 по 1945 год в немецких психиатрических больницах были замучены голодом около миллиона пациентов.
Предпосылками программы «T-4» явились широкая распространённость в Германии популярной тогда в ряде стран евгеники, идей расовой чистоты и представлений о дегенеративных психических болезнях, передающихся из поколение в поколение. Такие учёные-идеологи, как Альфред Хохе и Карл Биндинг, утверждали, что люди с психическими расстройствами являются носителями неизлечимых заболеваний, ослабляющих «господствующую расу», и в целях экономии государственных средств они должны быть ликвидированы.
Массовые убийства осуществлялись на территории Германии, позднее — на территории Польши, СССР и других оккупированных стран посредством введения отравляющих веществ, отравления газом, расстрелов, истощения голодом, замерзания. Именно в рамках программы «Т-4» впервые (ещё до применения в концентрационных лагерях) нацистами были использованы газовые камеры; первая газовая камера была испробована в Хадамаре (земля Гессен) в конце 1939 года.
Расовая принадлежность была с самого начала одним из критериев отбора жертв. Систематическое убийство в психиатрических клиниках еврейских пациентов стало первым решающим шагом к геноциду европейских евреев. С лета 1940 года пациентов-евреев ссылали в определённые заведения-сборники и затем уничтожали в газовых камерах программы «Т-4» исключительно на основании их происхождения. После августа 1941 года еврейские пациенты, которые проживали в единственной на тот момент разрешённой клинике Бенторф-Сайн под Нойвидом, были отправлены на восток в лагеря смерти.

## Сексуальные меньшинства
После вступления в силу в 1935 году более жёсткого, исправленного варианта параграфа 175 Уголовного Кодекса (1871) гомосексуалы, в основном мужского пола, начали подвергаться преследованиям. По данным учёных из Американского мемориального музея Холокоста, в концлагерях содержалось от 5 до 15 тысяч осуждённых за гомосексуальную активность; кроме того, представители сексуальных меньшинств отправлялись в тюрьмы и в трудовые лагеря, а также на принудительное лечение в психиатрические больницы. Предполагалось, что их можно «вылечить» и «исправить» с помощью тяжёлого физического труда. Некоторые гомосексуалы подвергались кастрации и медицинским экспериментам. Другие заключённые концлагерей относились к гомосексуалам как к изгоям. В лагерях гомосексуалы носили розовый треугольник на одежде. Многие из них умирали от зверских побоев и истязаний эсэсовцев.
Сколько гомосексуалов погибло в концентрационных лагерях, вероятно, никогда не будет известно. Редигер Лаутманн, к примеру, считает, что уровень смертности осуждённых по 175-му параграфу в лагерях, возможно, достигал 60 %. Для сравнения: в концлагерях погибли 41 % политических заключённых и 35 % Свидетелей Иеговы.

## Свидетели Иеговы
Тысячи Свидетелей Иеговы оказались среди первых, кого отправили в нацистские лагеря и тюрьмы. Они заявляли о своей позиции нейтралитета в любых вопросах, касающихся политики и войны.
Свидетели Иеговы подвергались преследованиям главным образом за отказ от военной службы в нацистской армии, отказ от участия в работах по производству вооружений и отказ от произношения нацистского приветствия.
Около 2 тысяч Свидетелей умерли во время холокоста, из них более 250 были казнены.

## Масоны

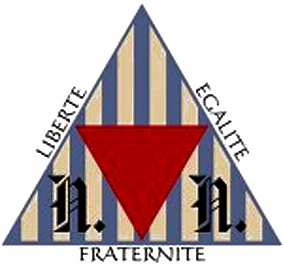
Символика масонской ложи «Liberté chérie» с красным треугольником

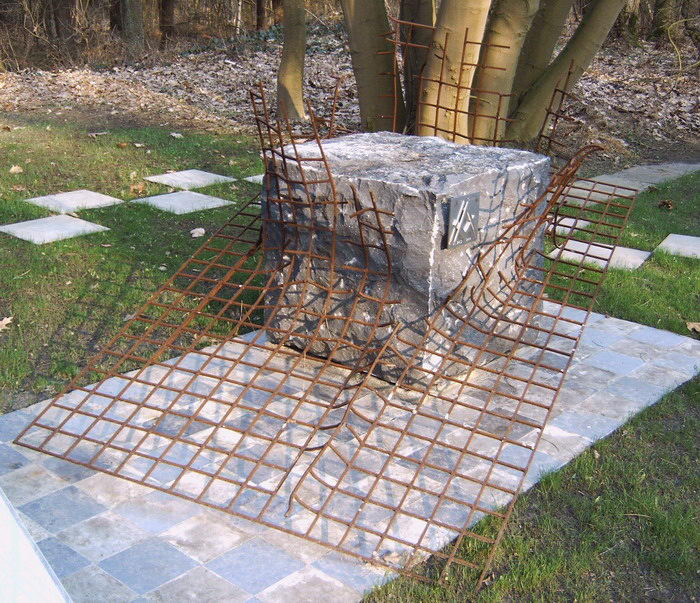
Памятник ложе «Liberté chérie» в концлагере Эстервеген

Антисемитские идеи о том, что масонские ложи являются прикрытием для еврейского заговора против христианства и традиционного общества, активно распространялись в католических кругах и усилились после Первой мировой войны. В «Протоколах сионских мудрецов» масонство изображалось как инструмент еврейского заговора. В Германии такие деятели, как Дитрих Эккарт и Альфред Розенберг, популяризировали эти идеи в своих публикациях.
В нацистской Германии масоны считались врагами, частью «еврейской проблемы» и инструментом достижения мирового господства. Масонские принципы, такие как равенство и толерантность, интерпретировались как способ продвижения еврейских интересов. Французская революция и Первая мировая война рассматривались как примеры иудео-масонских заговоров для уничтожения Германии и России. Борьбой с масонством занимался специальный отдел Главного управления имперской безопасности. Ложи были закрыты, их имущество конфисковано, а многие члены подверглись репрессиям.
По данным Американского мемориального музея Холокоста, «поскольку многие арестованные масоны были евреями и/или членами политической оппозиции, неизвестно, сколько человек было помещено в концлагеря и/или уничтожено только за то, что они были франкмасонами». Однако, по оценкам Великой ложи Шотландии, были казнены от 80 до 200 тысяч франкмасонов.